# O Bolo

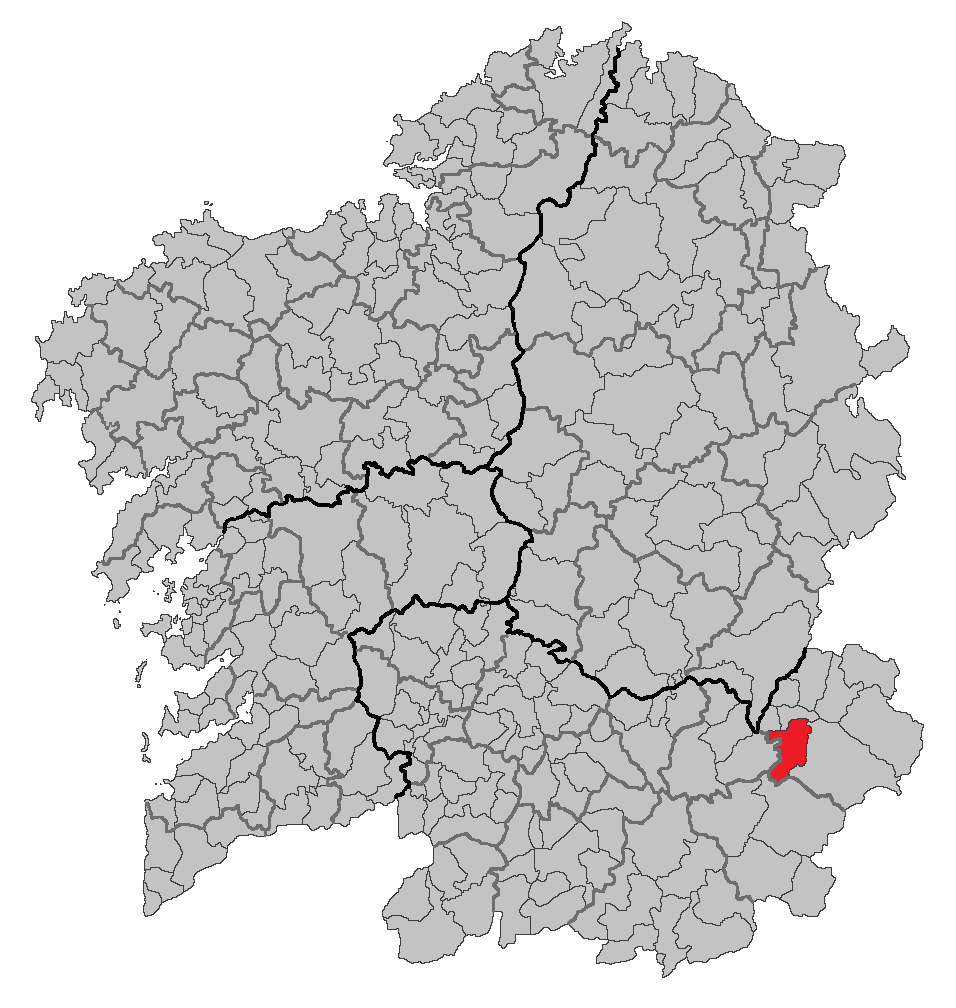
Situation in Ourense in Galicia

O Bolo là một đô thị trong tỉnh Ourense, thuộc vùng Galicia ở tây bắc Tây Ban Nha.

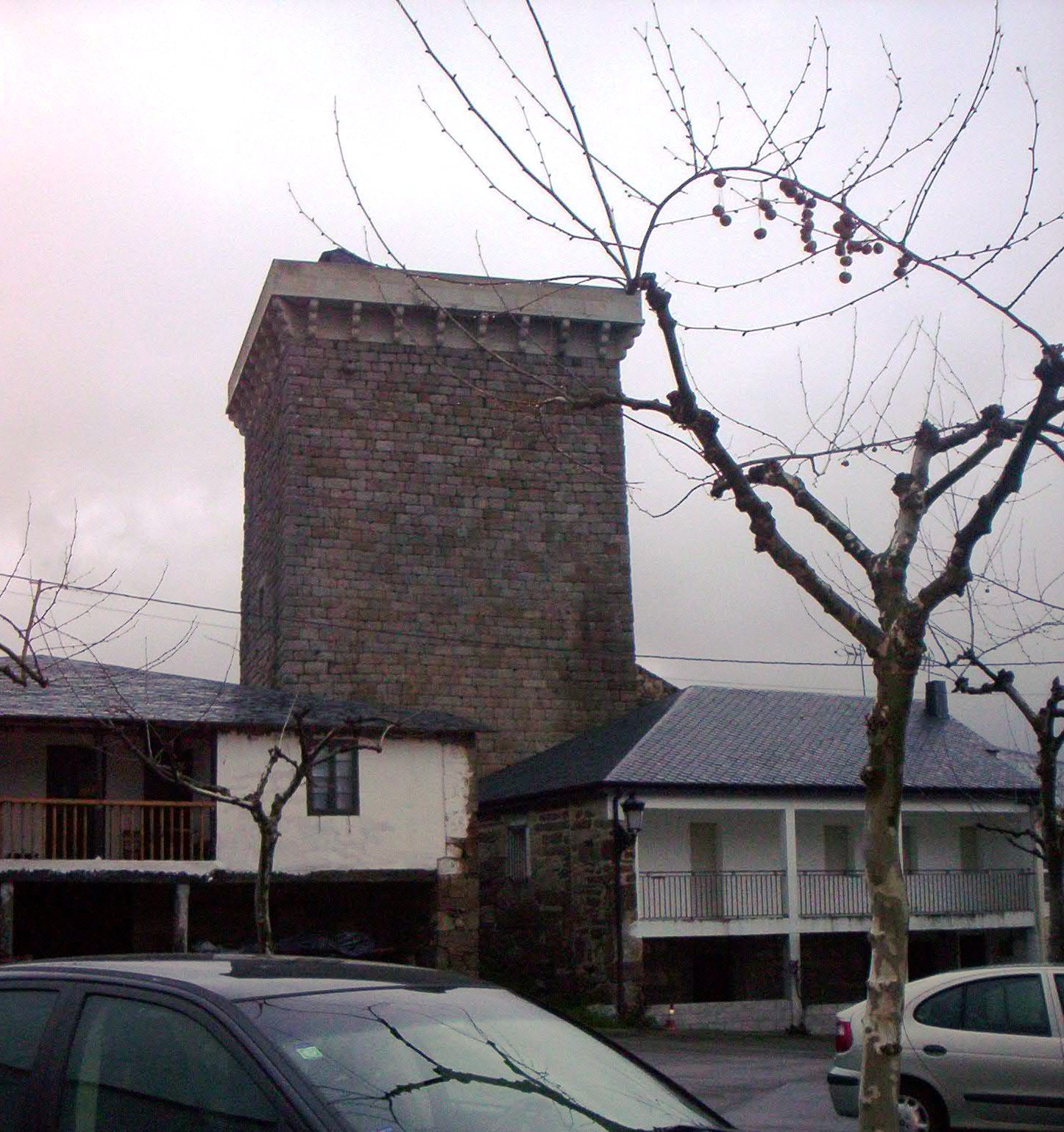
O Bolo